# برودي رايون
برودي رايون (بالأوكرانية: Бродівський район)‏ كانت رايون (منطقة) تابعة الى مقاطعة لفيف في غرب أوكرانيا، وكان مركزها الإداري مدينة برودي، لكنها ألغيت في 18 يوليو 2020 كجزء من الإصلاح الإداري لأوكرانيا، ثم دمجت المنطقة مع زولوتشيف رايون. يُقدر عدد سكانها حوالي 57,457 نسمة حسب تعداد عام 2020.